# Cruces (Baracaldo)
Cruces (del euskera: Gurutzeta) es el distrito número 9 del municipio de Baracaldo, en Vizcaya (España), formado por los barrios de Cruces y La Paz.
Está situado al sureste de la localidad y limita al norte con los barrios de Ansio, Lutxana y Llano, al este con el barrio de Burceña, al sur con el barrio de Santa Águeda (Sierra Sasiburu) y al oeste con los barrios de Gorostiza y Retuerto.
Su relieve es montañoso, ya que se considera como el comienzo de la ladera noreste de la Sierra Sasiburu que, al tener menos desnivel que el resto de las vertientes, ha hecho que se puedan asentar los diferentes barrios que forman el distrito.
Al referirse a la zona de Cruces por extensión popularmente se suelen incluir los barrios adyacentes de Llano, Burceña y Lutxana, e incluso algunas partes de Retuerto y Gorostiza.

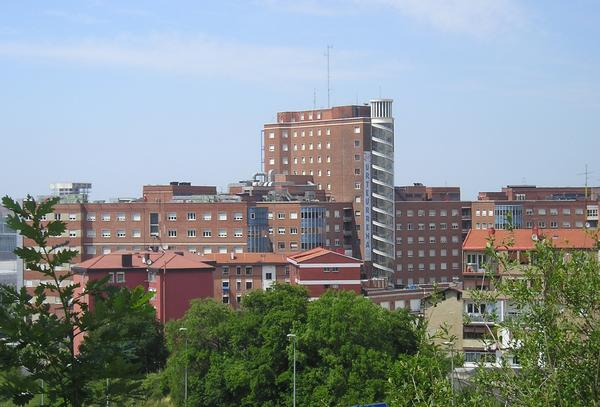
Vista del Hospital de Cruces.

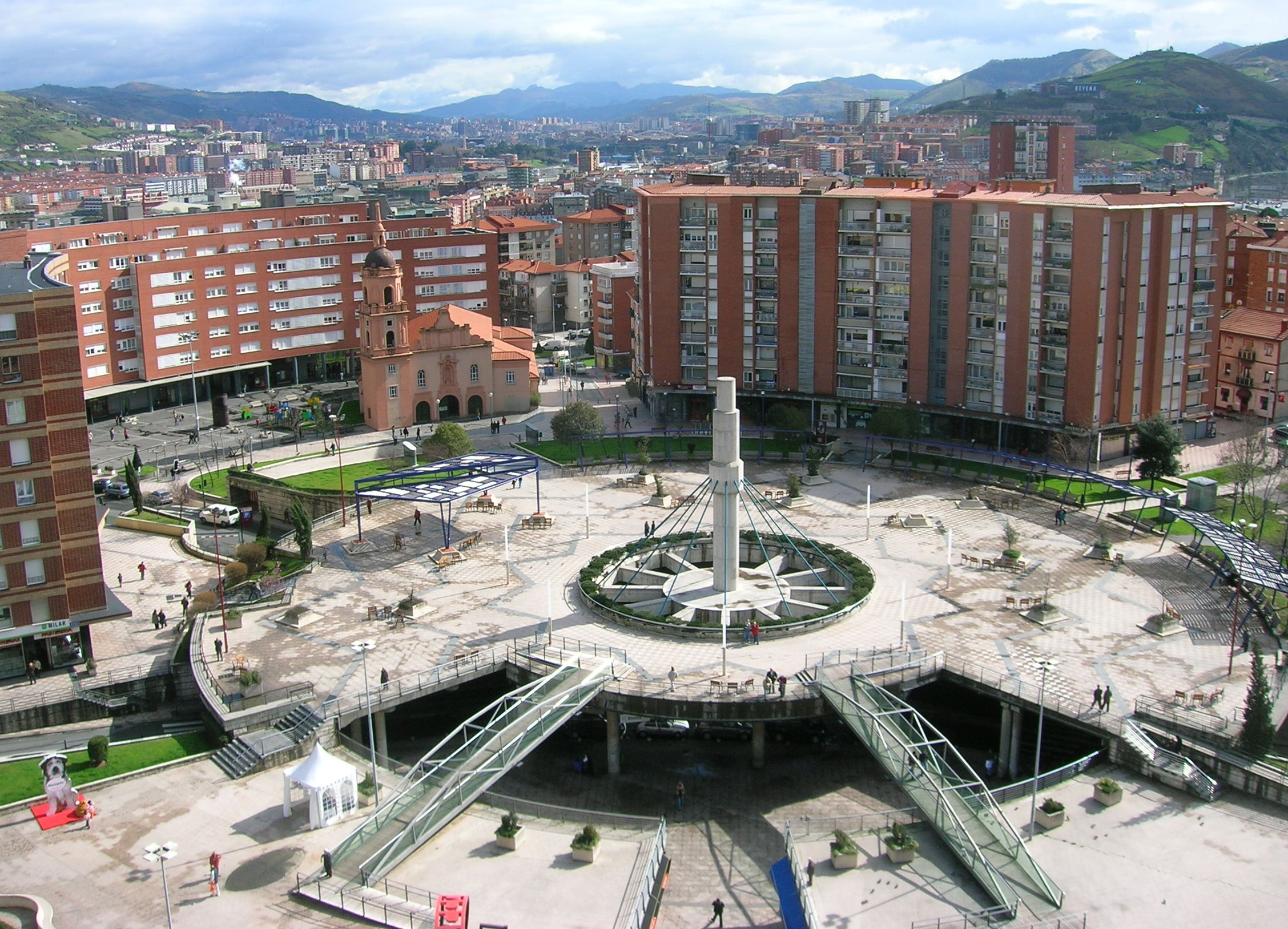
Plaza de Cruces.

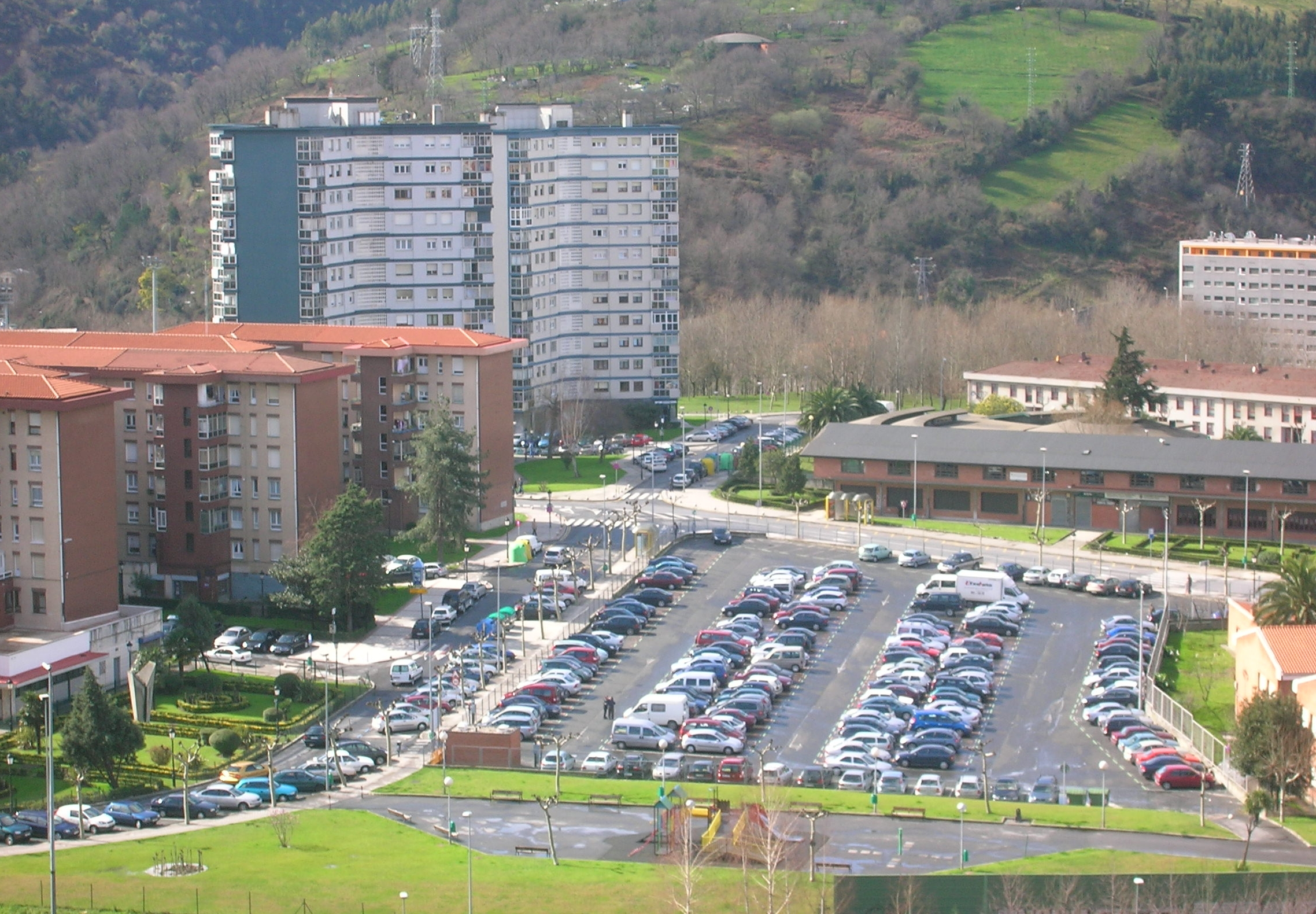
La Paz.

## Barrios

### Cruces
Situado en el lado este, es el principal centro neurálgico del barrio baracaldés. Presidido por el Hospital de Cruces del Servicio Vasco de Salud, infraestructura visible desde cualquier punto geográfico de la zona, el barrio de Cruces se alza como uno de los principales barrios de todo Baracaldo. Con una población cercana a los 10 000 habitantes, sin contar el distrito de La Paz, el distrito de Cruces es uno de los barrios más poblados y con mayor densidad de la anteiglesia baracaldesa.
Con el ya mencionado Hospital de Cruces como principal elemento reconocible de la zona, el barrio cuenta además con la plaza de Cruces, colindante al recinto médico, o la Bolera tres tablones, ubicada en la calle Balejo, como otros de los puntos con más intereses de este distrito de la margen izquierda. El barrio cuenta. además, con parada de metro en e centro geográfico del mismo, el cual recibe el mismo nombre, Gurutzeta/Cruces. Esta estación cuenta con salidas tanto por la calle Balejo, ubicada a 100 metros del hospital, como por la calle Llano.

### La Paz
Situado en el extremo oeste, el barrio de La Paz es el segundo de los distritos que conforman en barrio baracaldés de Cruces. Delimitando con el distrito de Cruces, se encuentra separado de este por la Autovía del Cantábrico, una de las principales autovías del norte de España, la cual es salvable gracias al denominado «puente azul», que sirve de nexo de unión entre ambos distrito, accesible tanto para vehículos como viandantes.
Este distrito, principalmente residencias, es la prolongación natural de Cruces hacia las laderas y montes cercanos. Administrativamente a veces al nombre del distrito se le une el nombre de este barrio formándose como nombre Cruces-La Paz aunque actualmente (a partir del 2008) la denominación es solamente Cruces. 
El distrito de La Paz es, cuenta, a su vez, con la principal infraestructura deportiva de la zona, el campo municipal de La Siebe. Este recinto deportivo, que consta de dos campos de futbol de hierba artificial, uno de futbol XI y el segundo de ellos de futbol VII, es la casa habitual del Gurutzeta FC, sirviendo a lo largo de su historia como campo de entrenamiento de clubes como el Barakaldo CF, principal equipo de la localidad.
Pese a su denominación de La Paz, popularmente también es conocido como solamente Cruces, omitiendo a este barrio.

## Historia
Cruces y La Paz se construyeron en la década de los años 50 del siglo XX, ante la inmigración que atrajo a Baracaldo a miles de personas a trabajar en sus fábricas y ayudado por la proximidad del hospital. La fisonomía de Cruces es más típicamente urbana, casi sin zonas verdes, mientras que La Paz está formado por bloques altos de pisos que tienen más separación entre ellos posibilitando zonas verdes, en él se hallan el campo de fútbol local de La Siebe, el Instituto de Bachillerato y un ambulatorio entre otros servicios. La Paz sigue creciendo ladera arriba con nuevas construcciones en las barriadas conocidas como La Siebe-Dinamita o Basatxu.

## Lugares reconocibles
Una de las cosas por las que es reconocida el barrio baracaldés de Cruces/Gurutzeta, es su Hospital Universitario.
El Hospital Universitario Cruces (en euskera y cooficialmente: Gurutzetako Unibertsitate Ospitalea), anteriormente denominado Hospital de Cruces, está situado en el barrio de Cruces de la ciudad de Baracaldo, Vizcaya. Es el centro sanitario más grande y concurrido del País Vasco.
Es uno de los hospitales de Osakidetza-Servicio Vasco de Salud que da servicio a la propia ciudad de Baracaldo, las márgenes izquierda y derecha de la ría del Nervión incluyendo la ciudad de Bilbao, y a las comarcas/zonas de Uribe, Zona Minera y Encartaciones. Es además hospital de referencia regional en Cirugía Cardíaca Infantil, Trasplante Renal, Trasplante Hepático y Grandes Quemados. 

## Comunicaciones
En este distrito se halla uno de los nudos de comunicaciones por carretera más importantes de Vizcaya ya que se cruzan y unen las siguientes carreteras:
- Autovía del Cantábrico (Irún-Santiago de Compostela): cruza el distrito uniendo Bilbao y el resto del País Vasco con Cantabria.
- N-634 (San Sebastián-Santiago de Compostela): bordea el distrito uniendo los diferentes barrios de las localidades por donde discurre. En este caso une Cruces - La Paz con Retuerto y Kareaga (dirección Santander) y con Burceña, Zorroza y Basurto (dirección Bilbao).
- N-637 (Baracaldo-Galdácano): comienza en el propio distrito y une la A-8 con la Margen Derecha del río Nervión y continúa por el Corredor del Txorierri.
- '  BI-4734 ' (Baracaldo-Cruces): es el acceso al centro de Cruces desde la carretera N-634.

En sus inmediaciones se halla el BEC (Bilbao Exhibition Center), recinto ferial internacional, y detrás de él hay un helipuerto que da servicio a las emergencias del Hospital de Cruces que se trasladan por helicóptero.

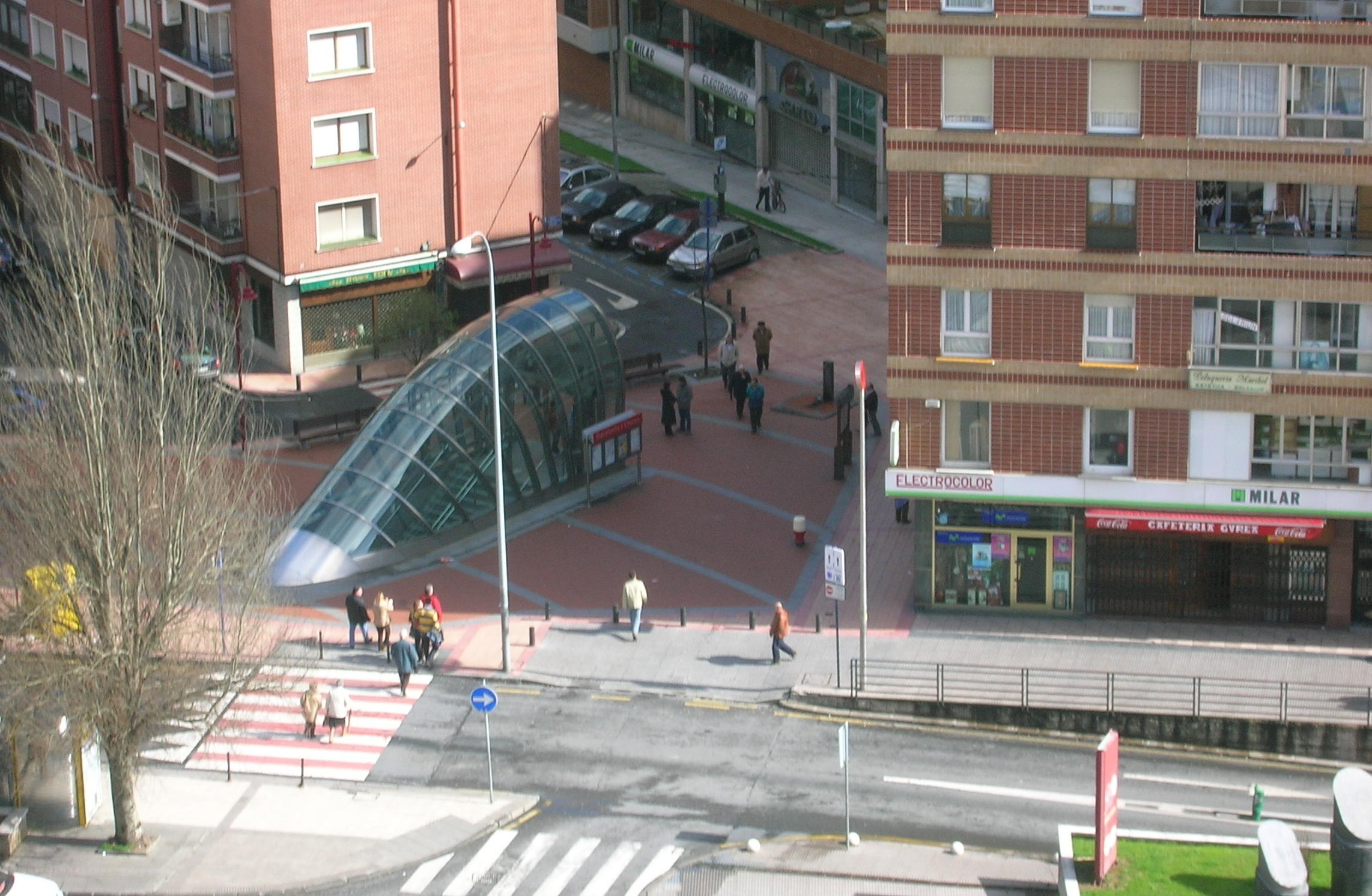
Estación de Gurutzeta/Cruces del Metro Bilbao.

### Transporte interurbano
En el barrio de Cruces se encuentra la parada de metro (Gurutzeta/Cruces) de la línea Línea , además de paradas de varias líneas de Bizkaibus que lo sitúa, en el mejor de los casos, a menos de 10 minutos del centro de Bilbao. También hay una parada de los autobuses de IRB Castro con destino/origen Castro Urdiales.

### Transporte urbano: Kbus
En abril de 2011 el Ayuntamiento de Baracaldo pone en marcha el servicio de autobús urbano (Kbus), con el objetivo de satisfacer las necesidades de movilidad de los vecinos.
Este servicio municipal contribuye a reforzar la comunicación entre los barrios de Baracaldo, reduciendo las distancias y cohesionando y vertebrando la ciudad. Kbus dispone actualmente de dos líneas de autobús: la línea 1 con dos cabeceras ubicadas en Lutxana y Desierto; y la línea 2 con dos cabeceras ubicadas en El Regato y Lasesarre. El bus urbano de la ciudad de Baracaldo también tiene paradas de su línea 1 en el distrito.